# Органіст чорнобровий
Органіст чорнобровий (Chlorophonia pyrrhophrys) — вид горобцеподібних птахів родини в'юркових (Fringillidae). Мешкає в Андах.

## Опис
Довжина птаха становить 12 см, вага 16-19 г. У самців облиия, голова, верхня частина грудей, спина, крила і хвіст зелені, пера на крилах і хвості мають темні кінчики. Нижня частина грудей, живіт, стегна і надхвістя золотисто-жовті. Над очима чорнувато-бурі "брови", лоб, тім'я і потилиця кобальтово-сині. Зелене горло відділене від жовтих грудей чорнувато-бурю смугою. У самиць сині і жовті частини оперення менші. Очі карі, дзьоб і лапи чорнуваті.

## Поширення і екологія
Чорноброві органісти мешкають у Венесуелі (Кордильєра-де-Мерида), Колумбії (зокрема в горах Сьєрра-де-Періха), Еквадорі і Перу. Вони живуть в густих вологих гірських тропічних лісах з великою кількістю епіфітів. Зустрічаються поодинці або парами, переважно на висоті від 1500 до 2500 м над рівнем моря. Живляться ягодами і плодами, доповнюють свій раціон дрібними комахами та іншими безхребетними. Гніздяться у лютому-березні.